# 요코하마시립 가나가와 중학교

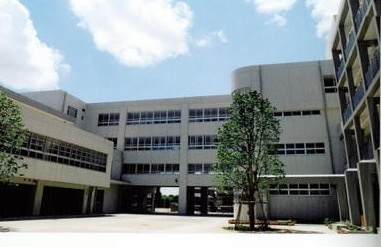
요코하마시립 가나가와 중학교

요코하마시립 가나가와 중학교(横浜市立神奈川中学校)는 일본 가나가와현 요코하마시 가나가와구 니시오구치(西大口)에 있는 공립 중학교이다.